# Sermão da Quinta Dominga da Quaresma
O Sermão da Quinta Dominga da Quaresma, cujo autor é o Padre Antônio Vieira, jesuíta,  foi escrito no ano de 1654, na Igreja Maior de São Luís do Maranhão.  Através da persuasão, ele usava seus sermões para atrair novos fiéis e manter os que já eram adeptos, já que tempos antes, a Reforma Protestante fez a Igreja perder muitos fiéis. Ele versa em sete partes, sobre a religião, abordando aspectos como a verdade e a mentira, duas coisas que, segundo o pregador, nunca podem andar juntas. O padre pregava o sermão da Quinta Dominga da Quaresma com o objetivo de induzir os colonos a libertar os indígenas, que haviam sido comparados aos hebreus escravizados pelo faraó do Egito.
Acompanhados de outros quatro sermões diferentes (primeira, segunda, terceira e quarta) o Padre cita, no sermão da Quinta, discussões muito presentes em sociedades religiosas. O tema do Maniqueísmo, em que o Bem vai contra o Mal, sendo a verdade indo contra a mentira, é muito abordado.
O pregador cita passagens teóricas da Bíblia, como exemplo profetizado: “o a Cristo seu pai Davi, quando disse: In multitudine virtutis tuae mentientur tibi inimici tui”. (citado na primeira parte do sermão da quinta dominga da quaresma) uma forma de retórica e argumentação engenhosa para convencer seus ouvintes de suas pregações e citações. Adepto ao conceptismo, o Padre apresenta construção intelectual, valorizando o conteúdo, através do uso de metáforas, hipérboles e analogias, sendo assim consideradas manifestações do conceptismo barroco.

## Excerto
“A verdade e a mentira: a verdade do pregador e a mentira dos ouvintes. As três espécies de mentiras com que os escribas e fariseus hoje contradisseram, caluniaram e quiseram afrontar e desonrar o Filho de Deus.  	Temos juntamente hoje no Evangelho duas coisas que nunca podem andar juntas: a verdade e a mentira. E por que não podem andar juntas, por isso as temos divididas; a verdade no pregador, a mentira nos ouvintes; o pregador muito verdadeiro, o auditório muito mentiroso. Uma e outra coisa disse Cristo aos escribas e fariseus, com quem falava. O pregador muito verdadeiro: Si veritatem dico vobis (2); o auditório muito mentiroso: Ero similis vobis, mendax (3).  De três modos — que há muitos modos de mentir — mentiram hoje estes maus ouvintes. Mentiram, porque não creram a verdade; mentiram, porque impugnaram a verdade; mentiram, porque afirmaram a mentira.”